# Poimenesperus dobraei
Poimenesperus dobraei är en skalbaggsart som beskrevs av Waterhouse 1881. Poimenesperus dobraei ingår i släktet Poimenesperus och familjen långhorningar.
Artens utbredningsområde är Gabon. Inga underarter finns listade i Catalogue of Life.